# Escolarca
A l'antiga Grècia, un escolarca (en grec antic: σχολάρχης, skolarkhēs) era el dirigent d'una escola, especialment una de les antigues escoles filosòfics de l'Atenes clàssica com l'Acadèmia platònica o el Liceu d'Aristòtil. Habitualment eren càrrecs vitalicis.
La tradició a les escoles gregues era que el primer escolarca fos designat pel fundador de l'escola, i després d'aquest els següents escolarques fossin escollits en assemblea pels alumnes i els mestres. Per exemple a l'Acadèmia Plató va designar a Espeusip com a successor, i després d'aquest Xenòcrates va ser escollit en una ajustada votació.
A l'Acadèmia Teofrast va ser el successor designat per Aristòtil. El Jardí d'Epicur va passar a mans d'Hermarc, i Zenó va escollir Cleantes perquè el substituís a la direcció de l'Stoa.
L'any 155 aC els atenencs van enviar com a ambaixadors seus a Roma a tres escolarques: Carnèades, Critolau i Diògenes de Babilònia eren els directors de les escoles platònica, peripatètica i estoica respectivament.
L'escola neoplatònica de Roma, fundada el 232 dC per Ammoni Sacas, va tenir en Plotí el seu primer successor com a escolarca. El primer a ocupar el càrrec a l'escola neoplatònica d'Alexandria va ser, possiblement, Hièrocles.